# Hôtel Walbaum-Pillivuyt
L’hôtel Walbaum-Pillivuyt est un hôtel particulier, situé au no 38 de la rue des Moissons à Reims. Il a été construit en 1890, pour Alfred Walbaum (1849-1910) qui était manufacturier et pour son épouse Hélène Pillivuyt (1854-1930).

## Histoire
L’hôtel Walbaum-Pillivuyt a été construit en 1890, pour le manufacturier Alfred Walbaum (1849-1910) et son épouse Hélène Pillivuyt (1854-1930).
Il devient propriété de la Société Harmel Frères, en 1945. Puis, il devient Centre d’hébergement et de réinsertion sociale, pour femmes en difficulté dans les années 1980. Enfin en 2005, il est vendu par adjudication par la Ville de Reims.

## Architecture
Cet hôtel particulier datant de la fin du XIXe siècle a été reconstruit et remanié en 1920.
Il a été construit, en brique et pierre, entre cour et jardin,